# Бушардови чворићи
Бушардови чворићи, Бушардова остеоартроза су тврди, коштани израштаји (остеофити) или желатинозне цисте на проксималним интерфалангеалним зглобовима (средњим зглобовима прстију или прста) шаке. Они су знак остеоартрозе, а настају као последица формирања калцификата (остеофита) на крајевима заједничке зглобне хрскавице.
Бушардови чворићи су слични Хеберденовим чворићима (сличним израслинама који се такође јављају код остеоартрозе) али на дисталним интерфалангеалним зглобовима, али за разлику од њих јављају се знатно ређе.

## Дијагноза
Дијагноза се поставља клиничким прегледом и рендгенским снимањем захваћених зглобова. На рендгену се уочавају остеофити и неједнаке међузглобне пукотине. Лабораторијске анализе нису од великог значаја због нормалног налаза.

## Терапија
Лечење се заснива на смањењу бола и задржавању (очувању) покретљивости зглоба. Постоји нефармаколошка (физикална), фармаколошка и хируршка терапија (код јачих дфефопрмитета). Фармаколошка терапија је искључиво намењена палијативном збрињавању промена, јер се досад ниједан лек није показао успешним да измени природу и ток болести. Лек избора код јачих болова је ибупрофен који спада у групу нестероидних инфламаторних лекова - НСАИЛ.